# Takanori Nagase
Takanori Nagase (født 14. oktober 1993) er en japansk judoka.
Nagases resultater omfatter Universiaden i Kazan i 2013, Grand Slam i Tokyo i 2013 og 2014, de japanske mesterskaber, IJF Masters i Rabat og VM i judo 2015.
Han er den første og eneste japanske judoka, der blev verdensmester i vægtklassen -81 kg. Nagase vandt guld ved herrernes 81 kg-konkurrence under Sommer-OL 2020 i Tokyo, Japan.

## Eksterne henvisininger
- Takanori Nagases profil på Olympics.com (engelsk)
- Takanori Nagases profil på Sports-Reference OL-resultater (arkiveret) (engelsk)
- Takanori Nagases profil på Olympedia (engelsk)
- Takanori Nagase hos JudoInside.com (engelsk)